# Xamkhalat de Tarki
El Shamkhalat de Tarki fou un domini feudal al nord-est del Dagestan amb el seu centre a Tarki.

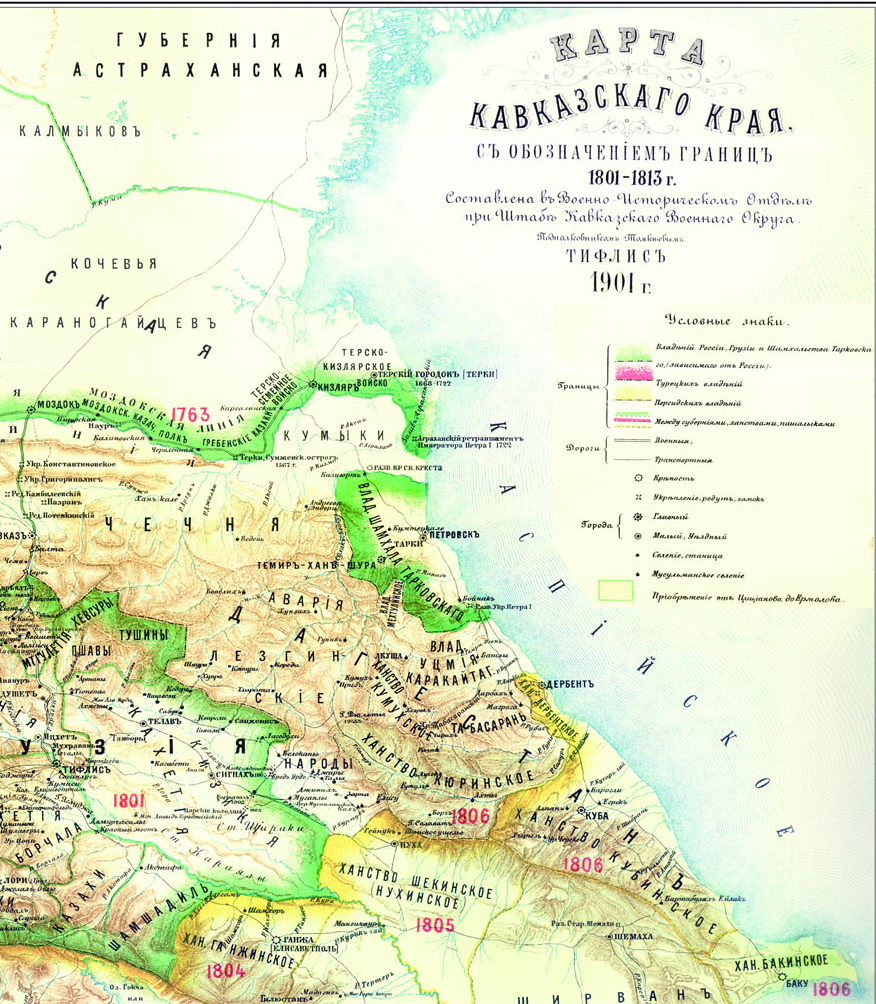

Va aparèixer al final de segle xv en el territori habitat pels kumyks, i era un estat feudal que fou part del xamkhalat de Kazi-Kumukh. El 1642 es va separar del xamkhalat de Kazi-Kumukh i va esdevenir independent; en aquest any 1642 el títol del governant - xamkhal - va passar de Kazi-Kumukh a Tarki.
L'annexió final del xamkhalat de Tarki i altres territoris de Daguestan després d'un segle de govern de Pèrsia, per part de Rússia va ser feta pel Tractat de Gulistan el 1813. El 1818 governava el tinent general Mekhti, conegut per la seva devoció per Rússia. Aleksei Iermolov va envair el 1817 el kanat de Mekhtuli i va fer fugir el kan cap a les muntanyes i el 1818 va annexionar una part del kanat i la resta el va incorporar al Xamkhalat de Tarki, l'únic dels estats del Daguestan que romania lleial a Rússia. Únicament el txetxens seguien resistint.
El 1867 el Xamkhalat de Tarki va ser abolit, i en el seu territori es va formar el districte de Temir-Khan-Shura al Dagestan.